# Tàu điện ngầm Seoul tuyến 4
Tàu điện ngầm Seoul tuyến số 4 là một tuyến đường sắt đô thị ở Seoul nối ga Danggogae ở Nowon-gu, Seoul và ga Namtaeryeong, Seocho-gu, Seoul, Hàn Quốc.  Nó là một phần của Tàu điện ngầm Seoul và Tàu điện ngầm vùng thủ đô Seoul tuyến 4. Tất cả các phần được điều hành bởi Tổng công ty vận tải Seoul. Hướng di chuyển là bên phải.
Ủy ban Giao thông Vận tải và Xây dựng của Quốc hội đã phê duyệt rằng cuối phía Bắc của tuyến số 4 sẽ được mở rộng từ Danggogae đến Jinjeop, Namyangju. Công trình sẽ bắt đầu vào năm 2015 và hoàn thành vào năm 2019.

## Lịch sử
- Tháng 2 năm 1980: Khởi công xây dựng đoạn Sanggye ~ Sadang.
- Ngày 13 tháng 9 năm 1983: Tên ga được quyết định giữa Sanggye và Sadang [3]

- Ngày 1 tháng 3 năm 1985: Chuyển từ ga Galwol thành ga Đại học Sookmyung [4]
- Ngày 1 tháng 4 năm 1985: Đổi từ ga Donam thành ga Đại học Nữ sinh Sungshin[5]

- Ngày 20 tháng 4 năm 1985: Khai trương đoạn 11,8km từ Sanggye đến Đại học Hansung.
- Ngày 18 tháng 10 năm 1985: Thông xe toàn tuyến với đoạn 16,5km từ Đại học Hansung đến Sadang [6]

- Ngày 24 tháng 10 năm 1985: Thay đổi từ ga Sân vận động Seoul thành ga Sân vận động Dongdaemun, Ga Samseongyo thành Ga Đại học Hansung, và Ga Isu thành Ga Đại học Chongshin[7]

- Tháng 12 năm 1989: Khởi công xây dựng đoạn Sanggye ~ Danggogae.
- Ngày 21 tháng 4 năm 1993: Mở phần Sanggye ~ Danggogae
- Ngày 1 tháng 4 năm 1994: Thành lập ga Namtaeryeong để kết nối trực tiếp với tuyến Gwacheon và tuyến Ansan.

## Bản đồ tuyến
|  |

|  |

|  |  |  |

|  |  |  |

|  |  |  |

|  |

|  |

|  |

|  |

|  |

|  |

|  |  |  |

|  |

|  |

|  |  |  |

|  |  |  |

|  |  |  |

|  |

|  |  |  |

|  |

|  |

|  |  |  |

|  |  |  |

|  |  |  |

|  |  |  |

|  |  |  |

|  |  |  |

|  |

|  |  |  |

|  |

|  |  |  |

|  |  |  |

|  |  |  |

|  |  |  |

|  |

|  |  |  |

|  |  |  |

|  |

|  |

|  |

|  |

|  |  |  |

|  |  |  |

|  |  |  |

|  |

|  |

|  |

|  |

|  |

|  |

|  |  |  |

|  |

|  |

|  |  |  |

|  |  |  |

|  |  |  |

|  |

|  |  |  |

|  |

|  |

|  |  |  |

|  |  |  |

|  |  |  |

|  |  |  |

|  |  |  |

|  |  |  |

|  |

|  |  |  |

|  |

|  |  |  |

|  |  |  |

|  |  |  |

|  |  |  |

|  |

|  |  |  |

|  |  |  |

|  |

|  |

## Ga
| Số ga                                      | Tên ga                                     | Tên ga                                     | Tên ga                                     | Chuyển tuyến                                     | Khoảng cách                                | Tổng khoảng cách                           | Vị trí                                     | Vị trí                                     |
| Số ga                                      | Tiếng Anh                                  | Hangul                                     | Hanja                                      | Chuyển tuyến                                     | Khoảng cách                                | Tổng khoảng cách                           | Vị trí                                     | Vị trí                                     |
| ↑ Tuyến Jinjeop đến Ga Byeollae Byeolgaram | ↑ Tuyến Jinjeop đến Ga Byeollae Byeolgaram | ↑ Tuyến Jinjeop đến Ga Byeollae Byeolgaram | ↑ Tuyến Jinjeop đến Ga Byeollae Byeolgaram | ↑ Tuyến Jinjeop đến Ga Byeollae Byeolgaram       | ↑ Tuyến Jinjeop đến Ga Byeollae Byeolgaram | ↑ Tuyến Jinjeop đến Ga Byeollae Byeolgaram | ↑ Tuyến Jinjeop đến Ga Byeollae Byeolgaram | ↑ Tuyến Jinjeop đến Ga Byeollae Byeolgaram |
| ------------------------------------------ | ------------------------------------------ | ------------------------------------------ | ------------------------------------------ | ------------------------------------------------ | ------------------------------------------ | ------------------------------------------ | ------------------------------------------ | ------------------------------------------ |
| 409                                        | Danggogae                                  | 당고개                                     |                                            |                                                  | -                                          | 0.0                                        | Seoul                                      | Nowon-gu                                   |
| 410                                        | Sanggye                                    | 상계                                       | 上溪                                       |                                                  | 1.2                                        | 1.2                                        | Seoul                                      | Nowon-gu                                   |
| 411                                        | Nowon                                      | 노원                                       | 蘆原                                       | (713)                                            | 1.0                                        | 2.2                                        | Seoul                                      | Nowon-gu                                   |
| 412                                        | Chang-dong                                 | 창동                                       | 倉洞                                       | (116)                                            | 1.4                                        | 3.6                                        | Seoul                                      | Dobong-gu                                  |
| 413                                        | Ssangmun                                   | 쌍문                                       | 雙門                                       |                                                  | 1.3                                        | 4.9                                        | Seoul                                      | Dobong-gu                                  |
| 414                                        | Suyu (Văn phòng Gangbuk-gu)                | 수유(강북구청)                             | 水踰(江北區廳)                             |                                                  | 1.5                                        | 6.4                                        | Seoul                                      | Gangbuk-gu                                 |
| 415                                        | Mia (Đại học Điện tử Seoul)                | 미아(서울사이버대학)                       | 彌阿(서울사이버大學)                       |                                                  | 1.4                                        | 7.8                                        | Seoul                                      | Gangbuk-gu                                 |
| 416                                        | Miasageori                                 | 미아사거리                                 | 彌阿사거리                                 |                                                  | 1.5                                        | 9.3                                        | Seoul                                      | Gangbuk-gu                                 |
| 417                                        | Gireum                                     | 길음                                       | 吉音                                       |                                                  | 1.3                                        | 10.6                                       | Seoul                                      | Seongbuk-gu                                |
| 418                                        | Đại học nữ sinh Sungshin (Donam)           | 성신여대입구(돈암)                         | 誠信女大入口(敦巖)                         | (S120)                                           | 1.4                                        | 12.0                                       | Seoul                                      | Seongbuk-gu                                |
| 419                                        | Đại học Hansung (Samseongyo)               | 한성대입구(삼선교)                         | 漢城大入口(三仙橋)                         |                                                  | 1.0                                        | 13.0                                       | Seoul                                      | Seongbuk-gu                                |
| 420                                        | Hyehwa (Bệnh viện Đại học Quốc gia Seoul)  | 혜화(서울대학교병원)                       | 惠化                                       |                                                  | 0.9                                        | 13.9                                       | Seoul                                      | Jongno-gu                                  |
| 421                                        | Dongdaemun                                 | 동대문                                     | 東大門                                     | (128)                                            | 1.5                                        | 15.4                                       | Seoul                                      | Jongno-gu                                  |
| 422                                        | Công viên Lịch sử & Văn hóa Dongdaemun     | 동대문역사문화공원                         | 東大門歷史文化公園                         | (205) (536)                                      | 0.7                                        | 16.1                                       | Seoul                                      | Jung-gu                                    |
| 423                                        | Chungmuro                                  | 충무로                                     | 忠武路                                     | (331)                                            | 1.3                                        | 17.4                                       | Seoul                                      | Jung-gu                                    |
| 424                                        | Myeongdong                                 | 명동                                       | 明洞                                       |                                                  | 0.7                                        | 18.1                                       | Seoul                                      | Jung-gu                                    |
| 425                                        | Hoehyeon (Chợ Namdaemun)                   | 회현(남대문시장)                           | 會賢(南大門市場)                           |                                                  | 0.7                                        | 18.8                                       | Seoul                                      | Jung-gu                                    |
| 426                                        | Ga Seoul                                   | 서울역                                     | 서울驛                                     | (133) (A01) (P313) Tuyến Gyeongbu Tuyến Gyeongui | 0.9                                        | 19.7                                       | Seoul                                      | Yongsan-gu                                 |
| 427                                        | Đại học nữ sinh Sookmyung (Garwol)         | 숙대입구(갈월)                             | 淑大入口(葛月)                             |                                                  | 1.0                                        | 20.7                                       | Seoul                                      | Yongsan-gu                                 |
| 428                                        | Samgakji                                   | 삼각지                                     | 三角地                                     | (628)                                            | 1.2                                        | 21.9                                       | Seoul                                      | Yongsan-gu                                 |
| 429                                        | Sinyongsan (AMOREPACIFIC)                  | 신용산(아모레퍼시픽)                       | 新龍山                                     |                                                  | 0.7                                        | 22.6                                       | Seoul                                      | Yongsan-gu                                 |
| 430                                        | Ichon (Bảo tàng Quốc gia Hàn Quốc)         | 이촌(국립중앙박물관)                       | 二村(國立中央博物館)                       | (K111)                                           | 1.3                                        | 23.9                                       | Seoul                                      | Yongsan-gu                                 |
| 431                                        | Dongjak (Nghĩa trang Quốc gia Seoul)       | 동작(현충원)                               | 銅雀(顯忠院)                               | (920)                                            | 2.7                                        | 26.6                                       | Seoul                                      | Dongjak-gu                                 |
| 432                                        | Đại học Chongshin (Isu)                    | 총신대입구(이수)                           | 總神大入口(梨水)                           | (736) (Isu)                                      | 1.8                                        | 28.4                                       | Seoul                                      | Dongjak-gu                                 |
| 433                                        | Sadang                                     | 사당                                       | 舍堂                                       | (226)                                            | 1.1                                        | 29.5                                       | Seoul                                      | Dongjak-gu                                 |
| 434                                        | Namtaeryeong                               | 남태령                                     | 南泰嶺                                     |                                                  | 1.6                                        | 31.1                                       | Seoul                                      | Seocho-gu                                  |
| ↓ Tuyến Gwacheon đến Ga Seonbawi           |                                            |                                            |                                            |                                                  |                                            |                                            |                                            |                                            |